# Hippoglossus
Hippoglossus es un género de peces pleuronectiformes de la familia Pleuronectidae.

## Etimología
Su nombre deriva del griego hippos (caballo) y glossus (lengua) en referencia a la forma de este animal.

## Especies
Se reconocen las siguientes especies:
- Hippoglossus hippoglossus (Fletan del atlántico)
- Hippoglossus stenolepis (Fletan del pacífico)